# Glutation
Glutationul (notat GSH) este o tripeptidă, un antioxidant important în corpul plantelor, animalelor, fungilor și bacteriilor. Glutationul previne distrugerea unor componente celulare, care poate fi cauzată de unele specii reactive de oxigen, precum radicalii liberi, peroxizii, peroxizii de lipide și metalele grele. Din punct de vedere chimic este o tripeptidă formată din acid glutamic, cisteină și glicină.
Glutationul reduce legăturile disulfurice formate în proteinele citoplasmatice la cisteină, eliberând un electron. În acest proces, glutationul este transformat în forma sa oxidată, glutation-disulfură (GSSG), denumită și L-(–)-glutation.
Odată oxidat, glutationul poate fi redus înapoi în prezența glutation-reductazei, folosind NADPH-ul ca donor de electroni. Raportul dintre glutationul redus și cel oxidat în celule este adesea folosit pentru măsurarea stresului oxidativ. De aceea, se poate afirma că glutationul protejează celulele de stresul oxidativ. 

## Biosinteză
Glutationul nu este un nutrient esențial pentru oameni, întrucât poate fi sintetizat de corpul uman din cisteină, acid glutamic și glicină. Grupa sulfhidril (-SH) din structura cisteinei deservește ca donor de proton și este responsabilă pentru activitatea sa biologică. 